# 牛屎崎
牛屎崎，是臺灣南投縣草屯鎮的一個傳統地域名稱，位於該鎮北部偏西。相較於今日行政區，其範圍大致與御史里相近。

## 歷史
台灣清治末期至日治初期，牛屎崎地區為一街庄，稱為「牛屎崎庄」，隸屬於北投堡。該庄北隔烏溪與萬斗六庄為界，東北及東與北勢湳庄為鄰，南邊為匏仔藔庄，西南邊為草鞋墩庄，西邊為番仔田庄。
1901年（日治明治三十四年）11月，全台廢縣廳改設二十廳，該庄隸屬於南投廳。1903年（明治三十六年）6月，該庄編入「草鞋墩區」，隸屬於南投廳。1909年（明治四十二年）10月，合併二十廳為十二廳，草鞋墩區仍隸屬於南投廳。1920年（大正九年），全台地方制度大改正，廢十二廳改設五州二廳，該庄改制為「牛屎崎」大字，隸屬於臺中州南投郡草屯庄。1938年（昭和十三年），草屯庄升格為草屯街。
戰後草屯街改制為草屯鎮，隸屬於臺中縣，大字亦改制為里。1950年10月，中、彰、投分治，草屯鎮改隸屬南投縣。

## 聚落
本地區發展較早的聚落為牛屎崎，在日治期初期的官方地圖上已有記載。此外，本地區尚有米粉寮、雙叉港、茄荖山等聚落。

## 交通
國道6號又稱「水沙連高速公路」，是霧峰至埔里的橫貫高速公路，大致以西北西—東南東走向經過牛屎崎地區北部及東北部邊界外不遠處。該國道在本地區北部邊界外不遠處省道台3線交會處設有舊正交流道，在本地區東北部邊界外不遠處設有東草屯交流道，由此等向西北西可前往丁臺南部並止於國道3號霧峰系統交流道，向東南東可前往草屯東北部、國姓、埔里並止於省道台14線路口。
省道台3線（中正路）俗稱「內山公路」，是臺北至屏東的幹道，大致以北偏東—南偏西走向繞大彎轉東北—西南走向再繞大彎轉北偏東—南偏西走向經過本地區西北端及西部邊界。由該道路向北偏東可前往霧峰、大里、台中市區、北屯等地，向南偏西可前往草屯市區、南投、名間、竹山等地。
省道台3甲線（中正路）是草屯至南投的幹道，其北側端點位於本地區西部邊界中央偏南的省道台3線路口。由此向南南西走向直行，出境後可前往草屯市區、山腳西部、營盤口、林子、半山、牛運堀、南投市區、三塊厝、茄苳腳北部並止於省道台3線另一路口。
鄉道投6線（玉屏路）是北投新街至下雙冬的道路，大致以西南西－東北東走向蜿蜒經過本地區南部及東南部。由該道路向西南西轉西北西再轉西南西經匏子寮西北端後轉西微北可前往草屯市區、新庄地區東南部的北投新街並止於鄉道投9線路口，向東北東轉東南經北勢湳可前往南埔東北部、雙冬並止於省道台14線路口。
鄉道投8線（僑光街、御富路、登輝路）是牛屎崎至雙叉港的道路，其西側端點位於本地區西部邊界中央偏南的省道台3線路口。由此向東轉南至登輝路，轉東微北再轉東微南可前往本地區南部的雙叉港聚落西南郊並止於鄉道投6線路口。
鄉道投10線（中和路）是雙叉港至土城的道路，其西側端點位於本地區雙叉港聚落東南側的鄉道投6線路口。由此向東南東出境後，轉東北東可前往北勢湳地區的頂崁仔、南埔地區的土城並止於省道台14線路口。

## 學校
- 同德家商

## 廟宇
- 草屯林太師廟
- 草屯南岸七將軍廟
- 草屯御天宮